# Monsampolo del Tronto
Monsampolo del Tronto (Lu Moŋdə in dialetto locale) è un comune italiano di 4 384 abitanti della provincia di Ascoli Piceno nelle Marche.

## Geografia fisica

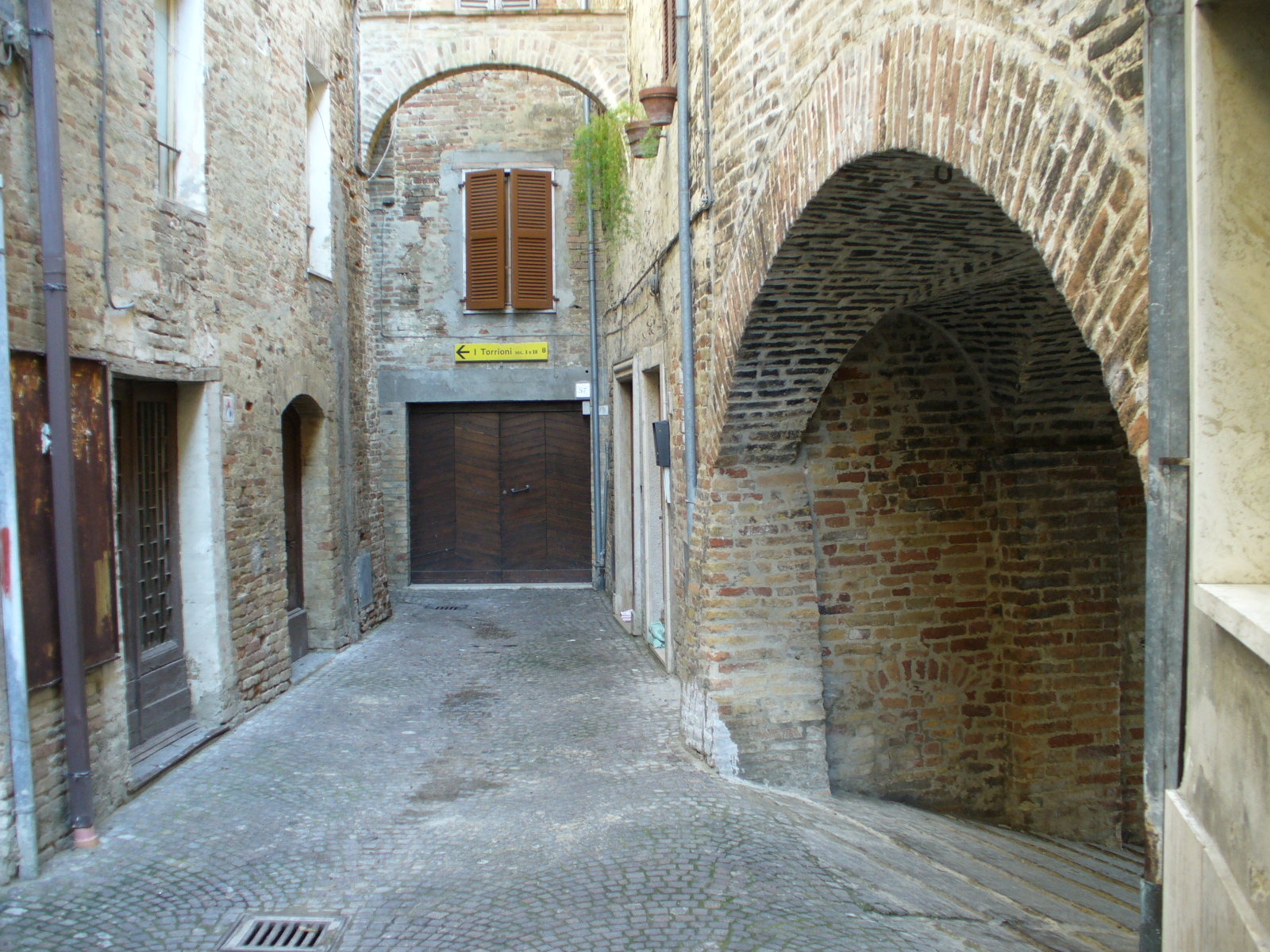
Porta da Mare, "Arco della Morte", XV secolo

Centro del subappennino marchigiano, Monsampolo sorge su un terreno collinoso a ridosso della Salaria sulla riva sinistra del fiume Tronto a 20 km da Ascoli Piceno e a 12 km da S. Benedetto del Tronto. Gode di un bel panorama che spazia sulla vallata del Tronto, si apre sulle colline picene, sui monti Sibillini, sul Gran Sasso e sull'Adriatico.

## Origini del nome
Il nome ha origine agiotoponimica, Monti Sancti Pauli (anno 1100), allude al titolare della prima chiesa castellana dalla quale il Comune prese il nome. Nel XIV secolo si passò dal Monte Santo Paolo al Monte Santo Polo e successivamente, per contrazione del toponimo, a Monsanpolo.

## Storia
Preistoria
In questa epoca si è evidenziata la preferenza di quegli insediamenti sulla sommità dei colli per le scelte delle aree abitative. A Monsampolo sono stati sfruttati i terrazzi fluviali e la posizione dominate sulle vie di comunicazione.
Età del bronzo
Il ritrovamento di ceramica micenea a Monsampolo sembrerebbe inquadrarsi in una rete commerciale di più vasto raggio. Le foci del Tronto dovevano costituire uno scalo marittimo per l'approvvigionamento di viveri, nonché un centro di smistamento nelle fasi di lavorazione dell'ambra. La frequentazione micenea in Adriatico è da mettersi in relazione con il commercio di questa resina fossile, che arrivava dal Mar Baltico per poi essere inoltrata verso altri mercati in tutto il Mediterraneo, lungo l'antichissima "via dell'ambra". Questo rinvenimento comprova l'esistenza di una rotta adriatica che collegava tutto il Mediterraneo, favorendo la possibilità di scambi e contatti culturali.
Età del Ferro
Tra il IX e il III secolo a.C. nel tratto di costa compreso tra i fiumi Foglia e Pesca e delimitato all'interno degli Appennini, si è sviluppata la Civiltà Picena. Il suo sviluppo è stato condizionato dalle caratteristiche geomorfologiche con una conformazione orografica e idrografica particolare definita "sistema a pettine". Nella regione Marche sono presenti una serie di corsi d'acqua che scendono dalla dorsale appenninica verso il mare con vallate parallele tra loro, in direzione quasi perpendicolare alla costa.
Seconda Età del Ferro
Già nella prima metà del VI secolo a.C. una notevole crescita demografica interessò il Piceno meridionale e la vallata del Tronto. A Monsampolo, Spinetoli, Colli del Tronto, una serie di necropoli disposte a raggiera intorno ai colli documenta una considerevole intensità insediativa, che presuppone una florida economia in quest'area.
Epoca Romana
L'espansionismo di Roma alle soglie del III secolo condusse alla progressiva incorporazione dell'area medio-adriatica nello Stato romano. Il processo di incorporazione del Piceno crebbe progressivamente nel corso del III-II secolo a.C., attraverso un vasto sistema di prefetture, cioè di distretti amministrativi comprensivi di più centri. Agli inizi del I secolo a.C. divampò la Guerra sociale, che vide in Ascoli uno dei capisaldi della resistenza contro Roma, al fine di ottenere i diritti di cittadinanza.

### Simboli
```
Lo stemma del comune presenta tre colli che si ergono sul mare. In origine, sui tre colli era collocato l'apostolo Paolo. Lo specchio d'acqua rappresenta il fiume Tronto che è il determinante del nome del comune.
```

Il gonfalone è un drappo troncato di azzurro e di bianco.

## Cultura

### Musei
Il Museo Civico del Convento di S. Francesco che ospita una collezione di arte sacra e alcuni tra i volumi provenienti dal fondo bibliografico della Biblioteca tomistica di Sant'Alessio.
Di notevole importanza culturale è il Museo della Cripta sotto la chiesa parrocchiale di Maria Ss. Assunta.
Nel 2003, durante lavori di restauro della cripta della chiesa di Maria SS. Assunta, sono stati portati alla luce oltre 30 corpi umani mummificati. La maggior parte sono mummie naturali, conservatisi per un processo spontaneo di mummificazione; è stato anche osservato un caso di mummificazione antropogenica, ottenuta attraverso un procedimento chirurgico di eviscerazione. Il microclima della cripta ha favorito la disidratazione dei corpi portando alla prolificazione di diversi batteri e alla successiva mummificazione, mentre gli abiti realizzati in fibra vegetale si sono conservati grazie al pH basico delle mura.
L'esame delle vesti ha messo in evidenza, oltre alla varietà delle fogge riconducibili ad un ceto popolare del Piceno, lo straordinario stato di conservazione delle fibre tessili, canapa, lino e ginestra, solitamente sottoposte a completo disfacimento; gli abiti realizzati con tali fibre erano propri di gente povera, contadina, che non aveva possibilità di vestire capi in fibre pregiate quali lana e seta che, al contrario, solitamente si conservano. Tra i pezzi ritrovati: abiti femminili, gilet maschili, calze, cuffie, camicie.
I corpi sono stati seppelliti con le vesti migliori da festa, ricostruite dove necessario in modo filologico dalla restauratrici tessili de "La Congrega" e la storica del costume Thessy Schoenholzer Nichols. Seppur povere le vesti sono ricche di particolari come bottoncini, preziosi merletti e ricami.
Qui si possono osservare, oltre ai corpi mummificati, gli abiti, i tessuti, i rosari, le medaglie, gli anelli e i vari oggetti rinvenuti nello scavo archeologico.

## Società

### Evoluzione demografica
Abitanti censiti

## Economia

### Agricoltura
Fiorente è la coltivazione di girasoli e la produzione di olio e vino.

### Artigianato
Tra le attività economiche più tradizionali, diffuse e attive vi sono quelle artigianali, come l'arte del mobile in stile artistico, rinomata soprattutto per le decorazioni di alta qualità che impreziosiscono l'oggetto.

### Industria
È prevalentemente caratterizzata dall'industria, importante è quella del settore metalmeccanico, seguono quella del settore plastico, del legno e della distribuzione alimentare.
A Monsampolo del Tronto vi è uno stabilimento dell'industria di serrature CISA, specializzato in fabbricazione di chiavi e cilindri.

### Gastronomia
Vanto del paese è lu panettə (torrone di fichi) e lu frəstinghə dolci a base di fichi bianchi secchi e canditi, li pallettə (olive ripiene all'ascolana), e li Kaggiù ravioli al forno ripieni di pecorino. Da non trascurare l'olio localmente prodotto e i vini tipici: il Rosso Piceno Superiore e il Bianco Falerio dei colli ascolani.

## Infrastrutture e trasporti

### Ferrovie
La località è servita dalla fermata ferroviaria "Monsampolo del Tronto", posta lungo la ferrovia Ascoli Piceno-San Benedetto del Tronto, servita dalle relazioni regionali Trenitalia svolte nell'ambito del contratto di servizio stipulato con la Regione Marche.

### Mobilità urbana
Il trasporto pubblico suburbano a Monsampolo è gestito con autocorse svolte dalla società START.

## Amministrazione
| Periodo          | Periodo          | Primo cittadino   | Partito                            | Carica                  | Note  |
| ---------------- | ---------------- | ----------------- | ---------------------------------- | ----------------------- | ----- |
| 6 giugno 1985    | 1º giugno 1990   | Nazzareno Tacconi | Democrazia Cristiana               | Sindaco                 | [ 7 ] |
| 1º giugno 1990   | 24 aprile 1995   | Nazzareno Tacconi | Democrazia Cristiana               | Sindaco                 | [ 7 ] |
| 24 aprile 1995   | 14 giugno 1999   | Nazzareno Tacconi | Lista civica                       | Sindaco                 | [ 7 ] |
| 14 giugno 1999   | 14 giugno 2004   | Nazzareno Tacconi | Lista civica                       | Sindaco                 | [ 7 ] |
| 14 giugno 2004   | 8 giugno 2009    | Remo Schiavi      | Lista civica                       | Sindaco                 | [ 7 ] |
| 8 giugno 2009    | 26 maggio 2014   | Nazzareno Tacconi | Lista civica                       | Sindaco                 | [ 7 ] |
| 26 maggio 2014   | 28 novembre 2018 | Pierluigi Caioni  | Lista civica Uniti verso il futuro | Sindaco                 | [ 7 ] |
| 28 novembre 2018 | 27 maggio 2019   | Giuseppe Dinardo  |                                    | Commissario prefettizio | [ 7 ] |
| 27 maggio 2019   | 10 giugno 2024   | Massimo Narcisi   | Lista civica                       | Sindaco                 | [ 7 ] |
| 10 giugno 2024   | in carica        | Massimo Narcisi   | Lista civica Progetto comune       | Sindaco                 | [ 7 ] |

## Sport

### Calcio
La squadra della frazione Stella è denominata Vis Stella e gioca nel campionato di Seconda Categoria.
Nel territorio di Monsampolo del Tronto è incluso il centro sportivo "Orlando Marconi", sede di allenamento della Sambenedettese Calcio, che gestisce l’impianto. Esso si trova nella frazione Stella.